# Lev Resjetnikov
Lev Borisovitsj Resjetnikov (Russisch: Лев Борисович Решетников, Sverdlovsk, 7 november 1927 - Jekaterinenburg, 2 juni 1994) was een Russisch basketbalspeler die speelde voor de nationale ploeg van de Sovjet-Unie. Hij kreeg de onderscheiding Meester in de sport van de Sovjet-Unie (1952).

## Carrière
Resjetnikov speelde zijn gehele carrière van 1945 t/m 1959 bij Zenit Sverdlovsk. In 1959 stopte hij met basketballen. Na het voltooien van zijn carrière verliet hij de sport en ging werken bij de Oeral Turbomotor Plant in Sverdlovsk.
Resjetnikov won de gouden medaille voor de Sovjet-Unie op de Europese kampioenschappen in 1953. In 1955 won hij brons.

## Erelijst
- Landskampioen Russische SFSR: 6
  - Winnaar: 1952, 1953, 1955, 1957, 1958, 1959
- Europees kampioenschap: 1
  - Goud: 1953
  - Brons: 1955